# Alberto Cazaubón
Alberto Rodolfo Cazaubón (Rosario, 25 de septiembre de 1929-Tampico, 30 de mayo de 2017) fue un futbolista argentino. Se desempeñaba como delantero y su primer club fue Rosario Central.

## Carrera
Jugando como puntero izquierdo, su debut en el círculo mayor fue en la 26.ª fecha del Campeonato de Primera División 1948, en cotejo ante Racing Club disputado el 14 de noviembre; a partir de una huelga llevada a cabo por los futbolistas profesionales a principios de ese mes, los clubes decidieron continuar el torneo con jugadores juveniles, desembocando en el debut de varios futbolistas con la casaca auriazul. Rosario Central venció 6-2, y Cazaubón marcó uno de los goles. Convirtió otro gol en la última jornada, cuando Central triunfó en el clásico rosarino frente a Newell's Old Boys 3-2; Cazaubón convirtió el segundo tanto de su equipo.

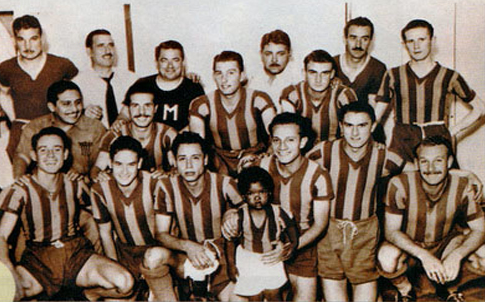
Formación de Rosario Central que venció a Newell's 3-2 en 1948. Parados: Pedro Botazzi, Fermín Lecea (entrenador), Antonio Inveninato, Orlando Cuello, Obdulio Raneri, Héctor Caruso; hincados: Alberto Cazaubón, Víctor Hidalgo, Antonio Gauna, Alfredo La Spina, Eduardo L'Epíscopo, Esteban Gentile.

En las dos temporadas siguientes tuvo una participación reducida; tras finalizar el Campeonato de 1950 dejó Central para emigrar al fútbol colombiano, por entonces con una liga no afiliada a FIFA, tal como ya habían hecho varios futbolistas argentinos en tiempos posteriores a la huelga. Cazaubón formó parte de un equipo compuesto íntegramente por argentinos, conocido como Rosario Wanders o Wanders Argentina, que viajó a Colombia para disputar partidos y de esa forma mostrar a los jugadores. El recientemente fundado Deportes Quindío contrató a todo el equipo para afrontar su primera temporada en la Primera División de Colombia. Jugó en este equipo hasta 1954, siendo este último su mejor año en cuanto a cantidad de goles, al marcar 11 tantos y ocupar el cuarto puesto en la tabla de goleadores. A principios de 1953 había sido cedido a préstamo a Millonarios para disputar la Pequeña Copa del Mundo de Clubes. Compartió equipo con Pipo Rossi y Alfredo Di Stéfano y se coronó campeón del torneo.

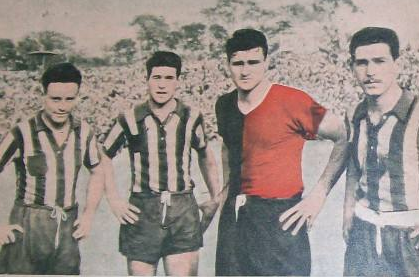
En la previa de un Central-Newell's de 1955, posan Alberto Cazaubón (RC), Oscar Massei (RC), Eduardo Bernardo (NOB), José Minni (RC).

A partir del llamado Pacto de Lima, por el cual la FIFA reintegra a Colombia su afiliación, surge el compromiso por parte de la federación del país cafetero de devolver los pases de los futbolistas incorporados durante la era pirata a sus clubes respectivos una vez finalizado 1954. Cazaubón se reincorporó a Rosario Central para disputar el Campeonato de Primera División 1955, junto a Américo Tissera, Orlando Cuello y Antonio Vilariño. En este torneo solo disputó cinco partidos, marcando dos goles, ambos en la igualdad en dos tantos ante River Plate, por la 11.ª fecha en Arroyito. Este fue su último paso por el canalla, acumulando 21 partidos jugados y 4 goles convertidos.
Su próximo destino fue Estudiantes de La Plata; en el pincharrata jugó desde 1956 hasta mediados de 1957, momento en el que emigró nuevamente, fichando por los jaibos de Deportivo Tampico. Su permanencia en este club se prolongó durante nueve meses, hasta que debió dejar el fútbol a causa de una enfermedad. Una vez retirado, se afincó en Tampico.

## Clubes
| Club                    | País      | Año       |
| ----------------------- | --------- | --------- |
| Rosario Central         | Argentina | 1948-1950 |
| Deportes Quindío        | Colombia  | 1951-1954 |
| Millonarios             | Colombia  | 1953      |
| Rosario Central         | Argentina | 1955      |
| Estudiantes de La Plata | Argentina | 1956-1957 |
| Deportivo Tampico       | México    | 1957-1958 |

## Palmarés
| Equipo      | País     | Título                           | Año  |
| ----------- | -------- | -------------------------------- | ---- |
| Millonarios | Colombia | Pequeña Copa del Mundo de Clubes | 1953 |